# Cone de entrada

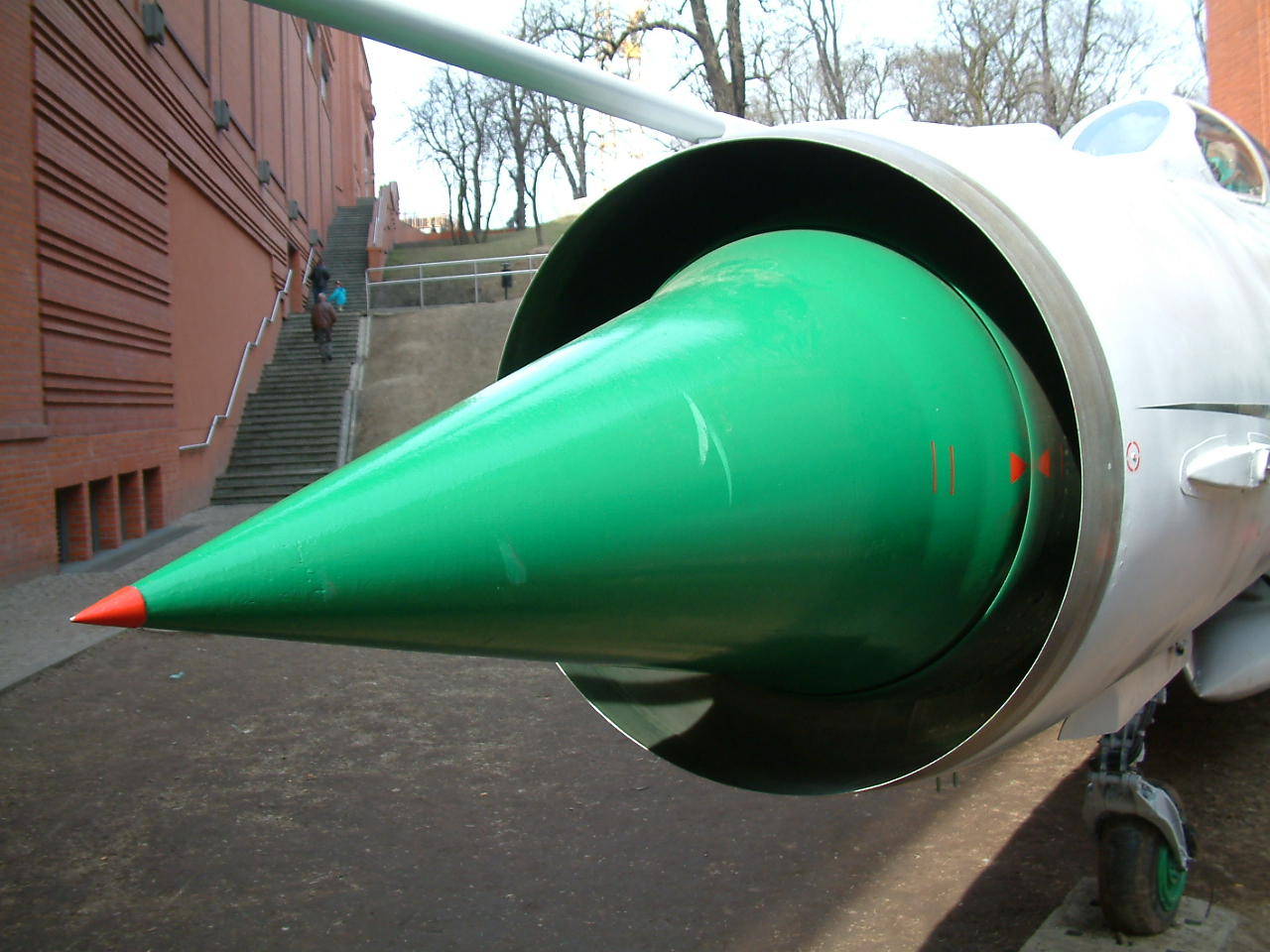
Cone de entrada do MiG-21MF

Cone de entrada ou cone de admissão (inlet cone, também chamado de shock cone – cone de choque ou inlet centerbody – corpo central de entrada) é um componente de algumas aeronaves e mísseis supersônicos. Eles são usados principalmente em ramjets, como o D-21 Tagboard e o Lockheed X-7. Algumas aeronaves a turbojato, incluindo o Su-7, MiG-21, English Electric Lightning e SR-71, também utilizam um cone de entrada.

## Propósito

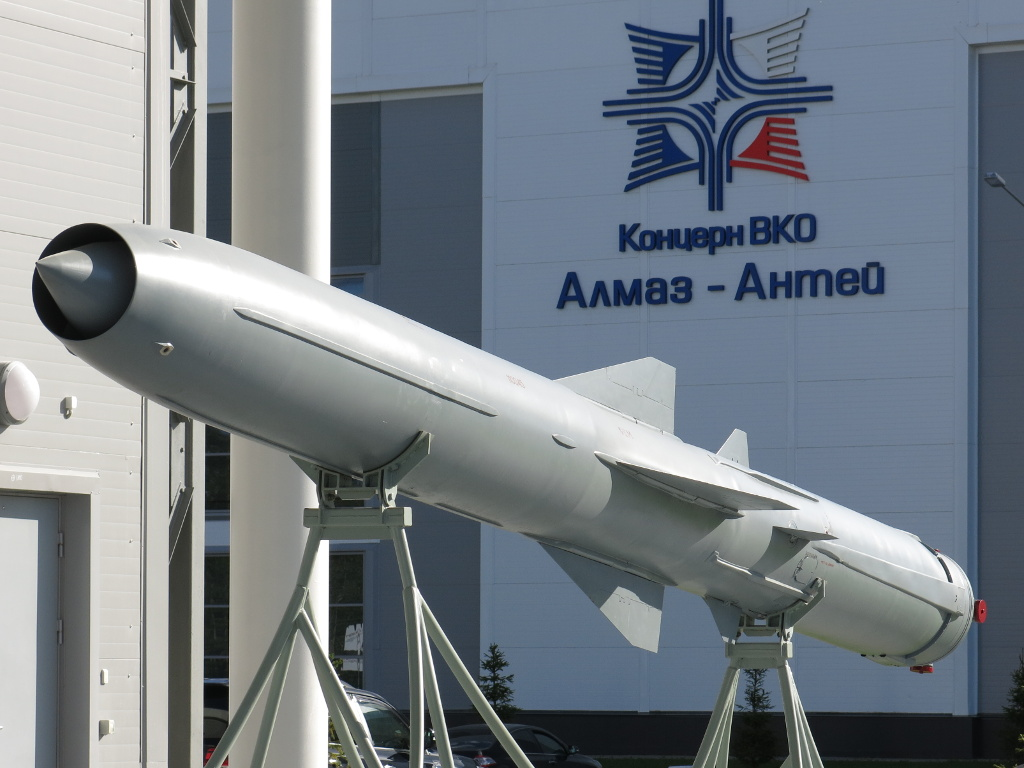
Míssil de cruzeiro antinavio P-800 Oniks

Um cone de entrada, como parte de uma entrada do tipo Oswatitsch usada em uma aeronave ou míssil supersônico, é a superfície tridimensional (3D) responsável pela compressão dinâmica do ar a velocidades supersônicas de um motor de turbina a gás ou combustor ramjet, utilizando ondas de choque oblíquas. Ao reduzir a velocidade do ar para baixas velocidades supersônicas, o cone minimiza a perda de pressão total, o que aumenta a recuperação de pressão. Além disso, o cone, juntamente com a borda da carenagem, define a área que regula o fluxo de ar admitido. Se o fluxo de ar for maior do que o necessário para o motor, pode ocorrer instabilidade na onda de choque (fenômeno conhecido como "buzz"). Se o fluxo for menor do que o necessário, a recuperação de pressão será prejudicada, resultando na redução do empuxo do motor.
Uma entrada com cone pode ser usada para fornecer ar de alta pressão para equipamentos ramjet, que normalmente seriam acionados por turbina, por exemplo, para acionar turbobombas para a bomba de combustível no ramjet Bristol Thor e energia hidráulica no míssil Bristol Bloodhound.

## Forma
O ângulo do cone é escolhido de forma que, na condição de projeto para a entrada (Mach 1,7 para a entrada do English Electric Lightning), a onda de choque que se forma em seu ápice coincide com a borda da carenagem. A entrada passa seu fluxo de ar máximo e atinge sua recuperação de pressão máxima. atinge sua recuperação de pressão máxima. Uma velocidade de projeto mais alta pode exigir duas ondas de choque oblíquas focadas na borda para manter uma recuperação de pressão aceitável e passar o fluxo de ar máximo. Neste caso é necessário um cone bicônico com dois ângulos (o ramjet Bristol Thor tem 24 e 31 graus para uma velocidade de projeto de Mach 2,5). Para velocidades mais altas, uma transição mais suavemente contornada entre os ângulos do cone pode ser usada, no que é conhecido como um pico isentrópico (ramjet Marquardt RJ43).
O corpo cônico pode ser um cone central completo em uma entrada redonda (MiG-21), um meio cone em uma entrada lateral na fuselagem (Lockheed F-104 Starfighter) ou um cone de um quarto em uma entrada lateral na fuselagem/sob a asa (General Dynamics F-111 Aardvark).
A parte traseira do cone, além de seu diâmetro máximo, voltada para trás e não visível dentro do duto, tem um formato semelhante ao da parte frontal saliente, por uma razão similar. O cone visível é um difusor supersônico, com o requisito de baixa perda de pressão total, enquanto a parte traseira, de forma aerodinâmica, junto com o perfil da superfície interna do duto, forma o difusor subsônico, também com o requisito de baixa perda de pressão total à medida que o ar diminui sua velocidade até o número de Mach de entrada do compressor.

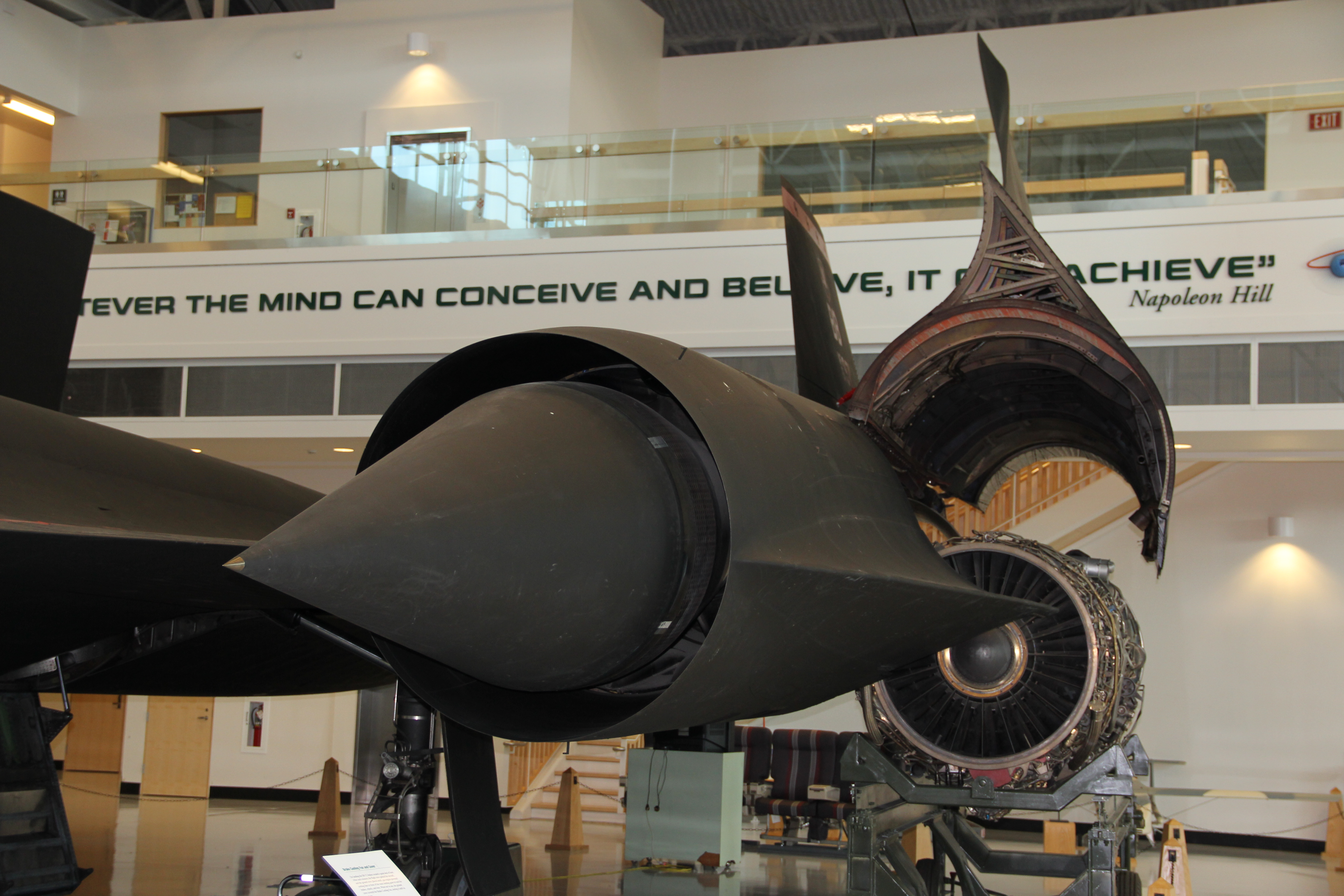
Motor do Lockheed SR-71 Blackbird

Para números de Mach abaixo de aproximadamente 2,2, toda a compressão das ondas de choque ocorre externamente. Para números de Mach mais altos, parte da difusão supersônica precisa ocorrer dentro do duto, um processo conhecido como compressão externa/interna ou compressão mista. Nesse caso, a parte traseira da superfície cônica voltada para frente, junto com o perfil interno do duto, continua a difusão supersônica com ondas de choque oblíquas refletidas até a formação do choque normal final. No caso do Lockheed SR-71 Blackbird, com parte da compressão supersônica ocorrendo dentro do duto, as superfícies do cone e da carenagem interna foram projetads curvaturas para permitir uma compressão isentrópica gradual. O cone de entrada também possui diferentes posições axiais para controlar a variação da área de captura em relação ao estreitamento do duto. Para um melhor funcionamento da entrada de ar, essa proporção de área necessária aumenta com o aumento do número de Mach do voo, o que explica o grande deslocamento do cone de entrada no SR-71, que precisava operar com eficiência desde baixas velocidades até Mach 3,2. No SR-71, o cone se move para trás em velocidades mais altas.

## Operação

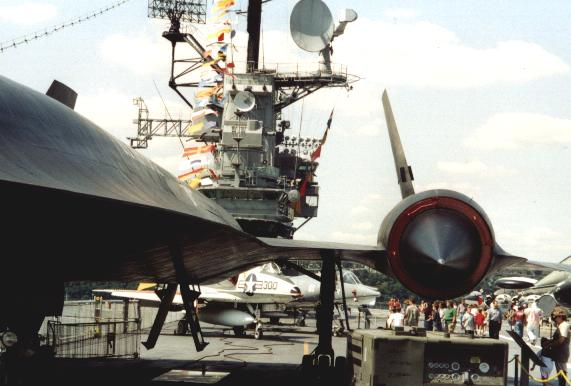
Cone de entrada do SR-71 apontado levemente para baixo

Em velocidades de voo subsônicas, a entrada cônica opera de forma muito semelhante a uma entrada de Pitot ou difusor subsônico. No entanto, à medida que o veículo atinge velocidades supersônicas, uma onda de choque cônica aparece, emanando do ápice do cone. A área de fluxo através da onda de choque diminui e o ar é comprimido. À medida que o número de Mach do voo aumenta, a onda de choque cônica se torna mais oblíqua e eventualmente atinge a borda da entrada de ar.
ara velocidades de voo mais altas, torna-se necessário um cone móvel para permitir que a compressão supersônica ocorra de forma mais eficiente em uma faixa mais ampla de velocidades. Com o aumento da velocidade de voo, em uma entrada supersônica do tipo Oswatitsch com cone móvel típico, o cone se move para frente (MiG-21). Se não for do tipo Oswatitsch (SR-71), ele é movido para trás ou para dentro da entrada. Em ambos os casos, devido ao formato da superfície do cone e da superfície do duto interno, a área interna de fluxo diminui conforme necessário para continuar a compressão do ar em regime supersônico. A compressão que ocorre nesse caminho é chamada de "compressão interna" (em oposição à "compressão externa" no cone). Na área de fluxo mínimo, ou estreitamento do duto, ocorre um choque normal ou plano. A área de fluxo então aumenta para compressão subsônica, ou difusão, até a entrada do motor.
A posição do cone dentro da entrada geralmente é controlada automaticamente para manter a onda de choque plana corretamente localizada logo após o estreitamento do duto. Certas circunstâncias podem fazer com que a onda de choque seja expelida pela entrada. Isso é conhecido como unstart.

## Formas alternativas

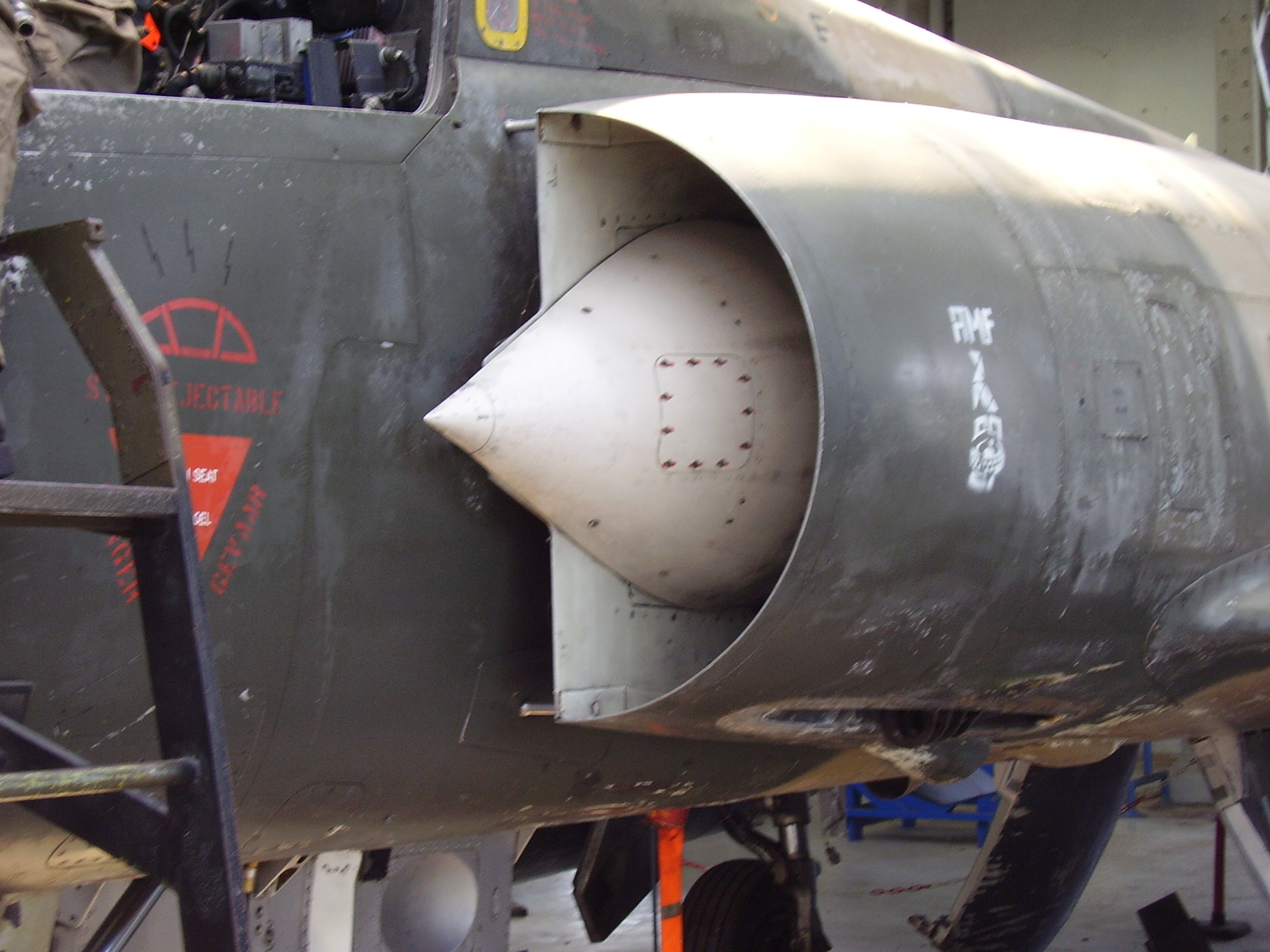
Cone de entrada do Mirage III

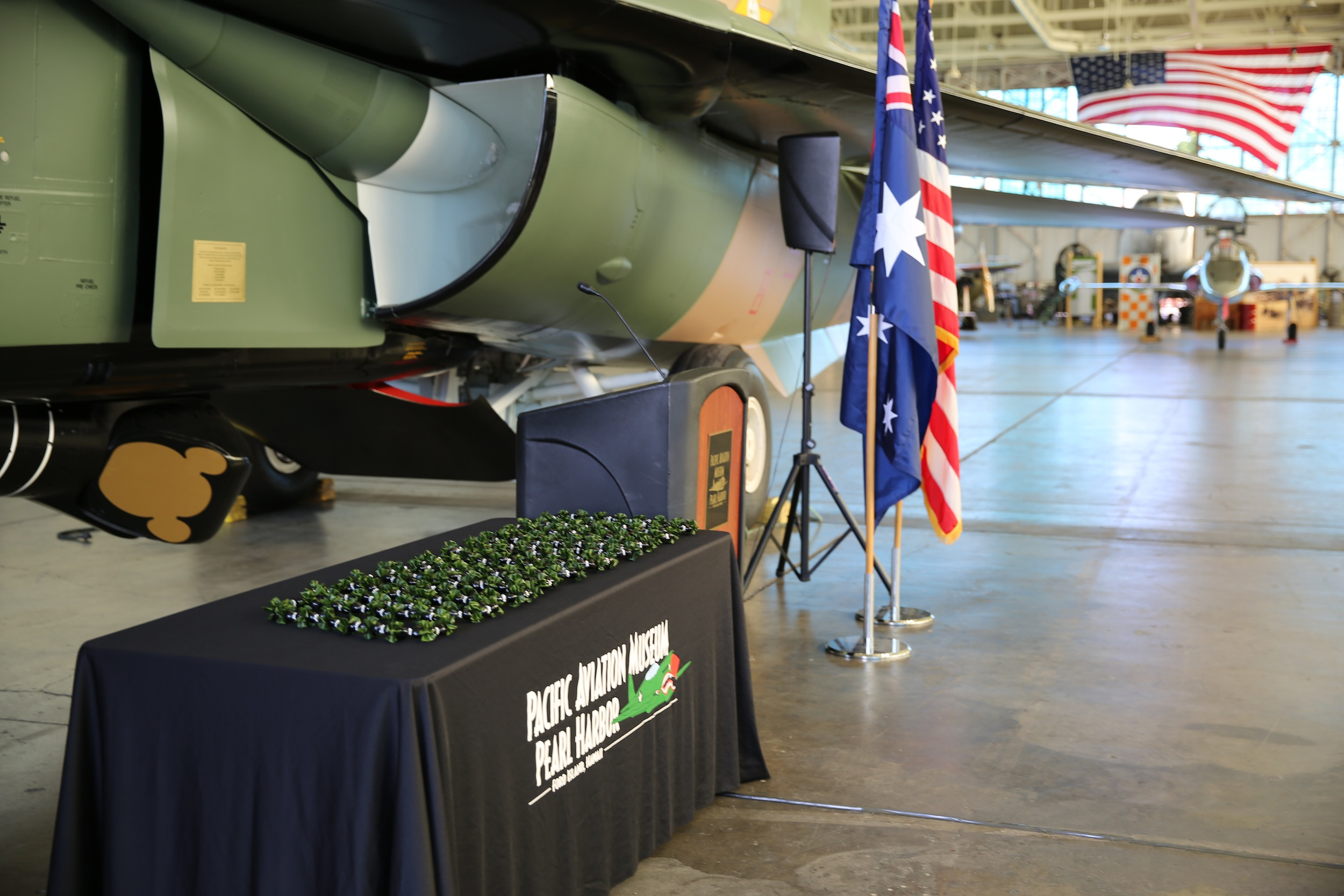
Cone de entrada do F-111

Algumas entradas de ar apresentam um corpo central bicônico (MIG-21) para formar duas ondas de choque cônicas, ambas focadas na borda da entrada. Isso melhora a recuperação da pressão. Algumas aeronaves (BAC TSR-2, F-104, Mirage III) usam um corpo central semicônico. O F-111 possui um cone de um quarto, que se move axialmente, seguido por uma seção de cone expansiva.
O Concorde, Tu-144, F-15 Eagle, MiG-25 Foxbat e o A-5 Vigilante usam as chamadas entradas 2D, onde a nacela é retangular e uma rampa de entrada (intake ramp) plana substitui os cones duplos. As rampas de entrada permitem carenagens de entrada de ar (F-22 Raptor, F-35 Lightning II) para evitar choques.
Algumas outras aeronaves supersônicas (como o Eurofighter Typhoon) usam um borda inferior variável da carenagem para operação em alto ângulo de ataque e um sistema de sangria (parede porosa) incorporado na rampa de entrada para facilitar a estabilização do sistema de choque em números de Mach supersônicos. Para melhorar o fluxo de entrada (distorção reduzida), o ar é despejado através de uma fenda de sangria de entrada no lado da rampa a jusante da entrada de ar. A rampa, separada da fuselagem por um desviador, produz um choque oblíquo para desacelerar o fluxo. A borda dianteira da placa divisora que separa as duas entradas está localizada a jusante deste choque oblíquo.
Muitas aeronaves supersônicas (como o F-16 Fighting Falcon) dispõem do corpo central cônico e utilizam uma entrada tipo Pitot simples, que é estruturalmente mais leve. Um choque normal forte e destacado aparece diretamente à frente da entrada de ar em velocidades supersônicas, o que resulta em uma recuperação de pressão mais fraca.
A NASA testou uma alternativa à entrada de compressão externa/interna, ou compressão mista, necessária para velocidades acima de aproximadamente Mach 2,2 (abaixo dessa velocidade, são usadas entradas com compressão totalmente externa). A entrada de compressão mista é suscetível a unstarts ou à expulsão do choque interno para a frente da entrada. A entrada da NASA, que eles chamam de Entrada Paramétrica (Parametric Inlet), faz toda a compressão supersônica externamente para que não haja choque dentro do duto em uma localização potencialmente instável.